# IJsland op de Olympische Winterspelen 1948
Tijdens de Olympische Winterspelen van 1948, die in Sankt Moritz (Zwitserland) werden gehouden, nam IJsland voor de eerste keer deel.

## Deelnemers en resultaten

### Alpineskiën
| Olympiër              | Discipline     | Resultaat | Prestatie                                                                          |
| --------------------- | -------------- | --------- | ---------------------------------------------------------------------------------- |
| Magnús Brynjólfsson   | afdaling (m)   | 64e       | 3.48,2 (+53,2)                                                                     |
| Magnús Brynjólfsson   | combinatie (m) | 48e       | 52,76 punten (+49,49) afdaling: 29,47 p (3.48,2) slalom: 23,29 p (1.39,0+1.28,7)   |
| Guðmundur Guðmundsson | afdaling (m)   | 98e       | 4.57,0 (+2.02,0)                                                                   |
| Guðmundur Guðmundsson | slalom (m)     | 59e       | 3.54,6 (+1.44,3) 2.09,4+1.45,2                                                     |
| Guðmundur Guðmundsson | combinatie (m) | 67e       | 105,11 punten (+101,84) afdaling: 67,30 p (4.57,0) slalom: 37,81 p (2.15,8+1.24,8) |
| Þórir Jónsson         | afdaling (m)   | 96e       | 4.47,0 (+1.52,0)                                                                   |
| Þórir Jónsson         | combinatie (m) | 65e       | 89,40 punten (+86,13) afdaling: 61,79 p (4.47,0) slalom: 27,61 p (1.57,0+1.20,5)   |

### Schansspringen
| Olympiër         | Discipline | Resultaat | Prestatie                  |
| ---------------- | ---------- | --------- | -------------------------- |
| Jónas Ásgeirsson | mannen     | 37e       | 179,8 punten (57,0+59,5 m) |

Argentinië · België · Bulgarije · Canada · Chili · Denemarken · Finland · Frankrijk · Griekenland · Groot-Brittannië · Hongarije · IJsland · Italië · Joegoslavië · Libanon · Liechtenstein · Nederland · Noorwegen · Oostenrijk · Polen · Roemenië · Spanje · Tsjecho-Slowakije · Turkije · Verenigde Staten · Zuid-Korea · Zweden · Zwitserland